# Graeffea bojei
Graeffea bojei är en insektsart som först beskrevs av Haan 1842.  Graeffea bojei ingår i släktet Graeffea och familjen Phasmatidae. Inga underarter finns listade i Catalogue of Life.